# NGC 4647
NGC 4647 é uma galáxia espiral barrada (SBc) localizada na direcção da constelação de Virgo. Forma o par em interação Arp 116 com a galáxia elíptica Messier 60.  Possui uma declinação de +11° 34' 58" e uma ascensão recta de 12 horas, 43 minutos e 32,5 segundos.
A galáxia NGC 4647 foi descoberta em 15 de Março de 1784 por William Herschel.